# Harmothoe aspera
Harmothoe aspera är en ringmaskart som först beskrevs av Hansen 1878.  Harmothoe aspera ingår i släktet Harmothoe och familjen Polynoidae. Arten är reproducerande i Sverige. Inga underarter finns listade i Catalogue of Life.